# Stadttheater Leoben

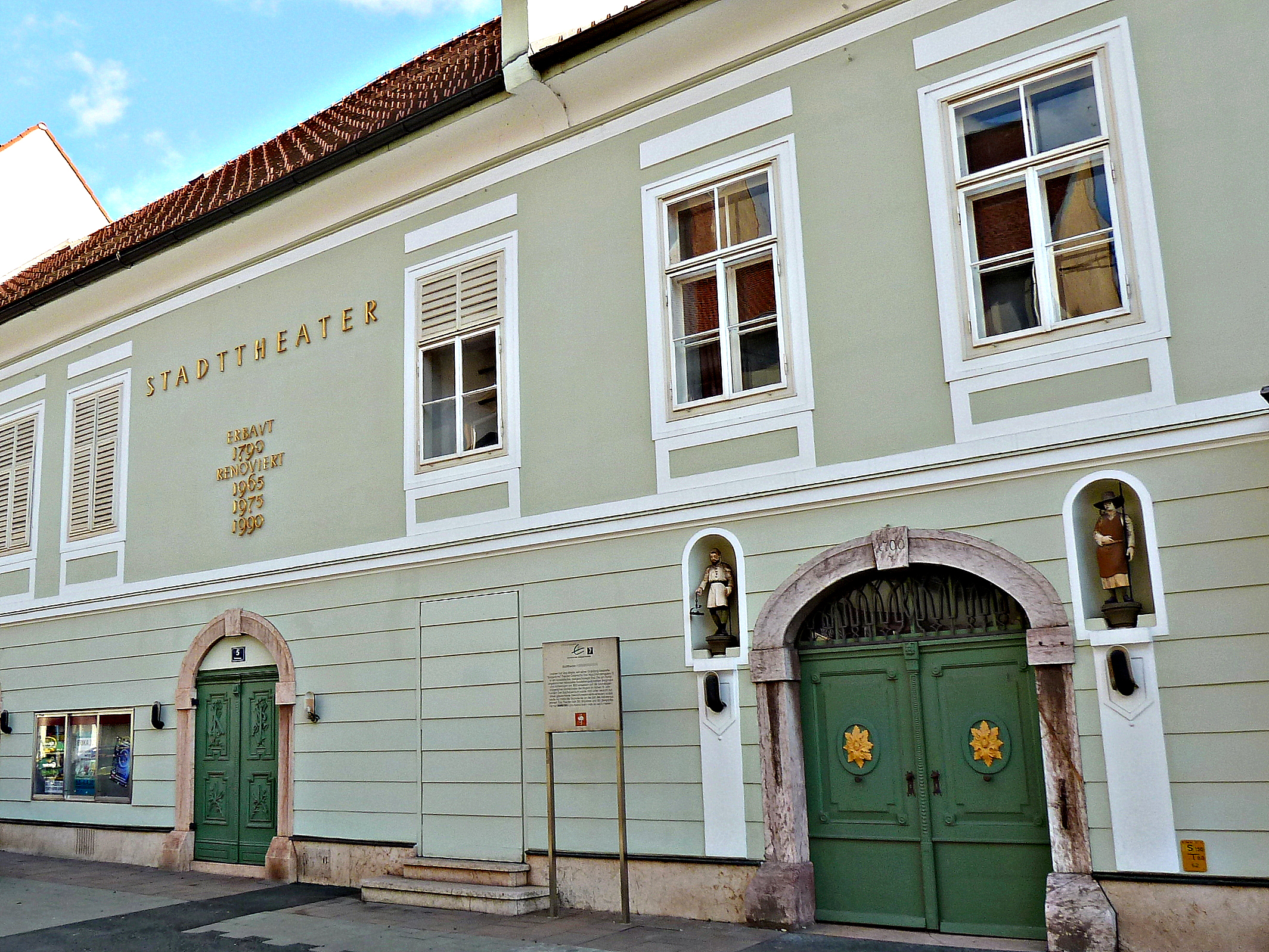
Stadttheater Leoben (2011)

Das Stadttheater Leoben ist das älteste bürgerliche Theater Österreichs und feierte im Jahre 2015 sein 225-jähriges Bestehen.

## Geschichte

### Anfänge und 19. Jahrhundert
Schon im 18. Jahrhundert gab es in Leoben Pläne, ein eigenes bürgerliches Theater zu errichten. 1790 wurden schließlich die Räumlichkeiten in der Homanngasse 5, „Hofstätterisches Haus“ genannt, als Theater adaptiert. Die Finanzierung des Umbaus übernahm zum Großteil die Bevölkerung, wobei die Spielstätte auch als Theater vom Volk und für das Volk angesehen wurde. Das Theater wurde in weiter Folge von einem Verein geführt, der den erwirtschafteten Gewinn wohltätigen Zwecken zukommen ließ. Um 1830 hatte das Theater bereits eine 18-köpfige Spieltruppe. Zu den populärsten Gästen gehörten in dieser Zeit unter anderem Karl X., „König von Frankreich und Navarra“, Maria Christina von Neapel-Sizilien oder Anton, König von Sachsen.

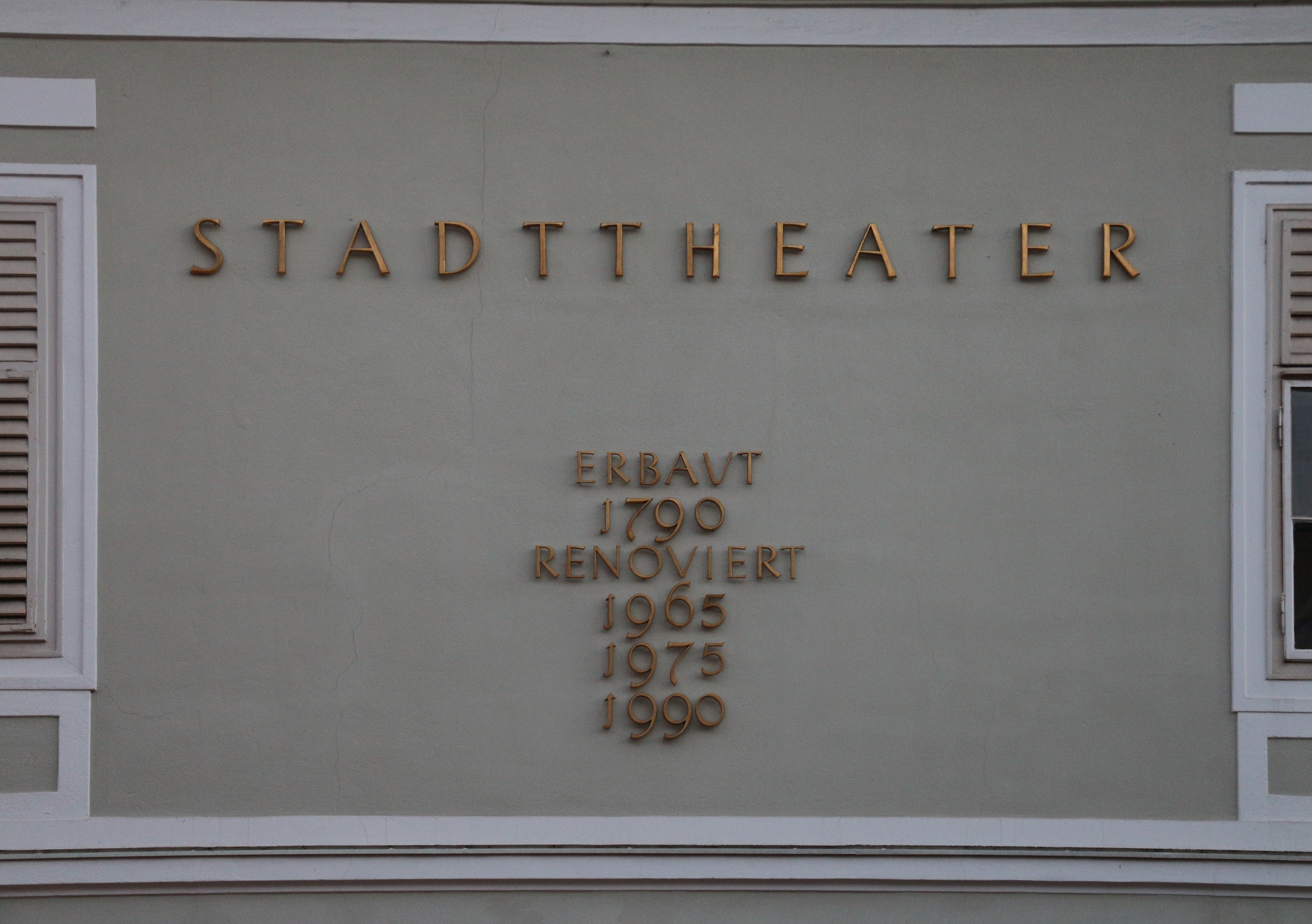
Aufschrift zur Baugeschichte auf der Hausfassade

Das heutige Gebäude entstand um 1850 als klassizistischer, zweigeschoßiger Bau. Während anfangs nur Laien in Erscheinung traten, bildete sich nach und nach ein eigenes Ensemble. Im Jahre 1861 wurde das Theater von der Gemeinde übernommen und subventioniert, woraufhin eine neue Ära anbrach. Unter der professionellen Führung trat unter anderem im Jahre 1864 der bekannte Dramatiker Ludwig Anzengruber in einer Aufführung von Schillers Kabale und Liebe auf. Mit einjähriger Verspätung wurde im Jahre 1891 das 100-jährige Bestehen des Stadttheaters gefeiert. Zu diesem Anlass folgten diverse Erstaufführungen, darunter Johann Nestroys Der böse Geist Lumpacivagabundus, Henrik Ibsens Gespenster oder Carl Maria von Webers Der Freischütz.
In der Saison 1898/99 gab es erstmals Operettenaufführungen in Leoben, nachdem diese bereits in Graz große Erfolge gefeiert hatten. Am Spielplan standen zum damaligen Zeitpunkt Die Fledermaus oder Der Zigeunerbaron von Johann Strauss Sohn oder Orpheus in der Unterwelt von Jacques Offenbach. 

### 20. Jahrhundert
Ab dem Jahre 1900 folgte ein merklicher Aufschwung und das aufstrebende Leobener Theater genoss große Bekanntheit, wobei sich oftmals Hofschauspieler um Gastspiele bewarben. Nachdem 1900/01 erstmals Goethes Faust in Leoben aufgeführt wurde, folgten in den nachfolgenden Jahren weitere bedeutende Stücke wie Don Carlos, Die Räuber, Maria Stuart, Emilia Galotti, Othello oder Hamlet. Der Erfolg des Theaters wurde erst durch den Ersten Weltkrieg unterbrochen, als es plötzlich an Publikum und Personal fehlte, woraufhin auch die städtischen Subventionen eingestellt wurden.

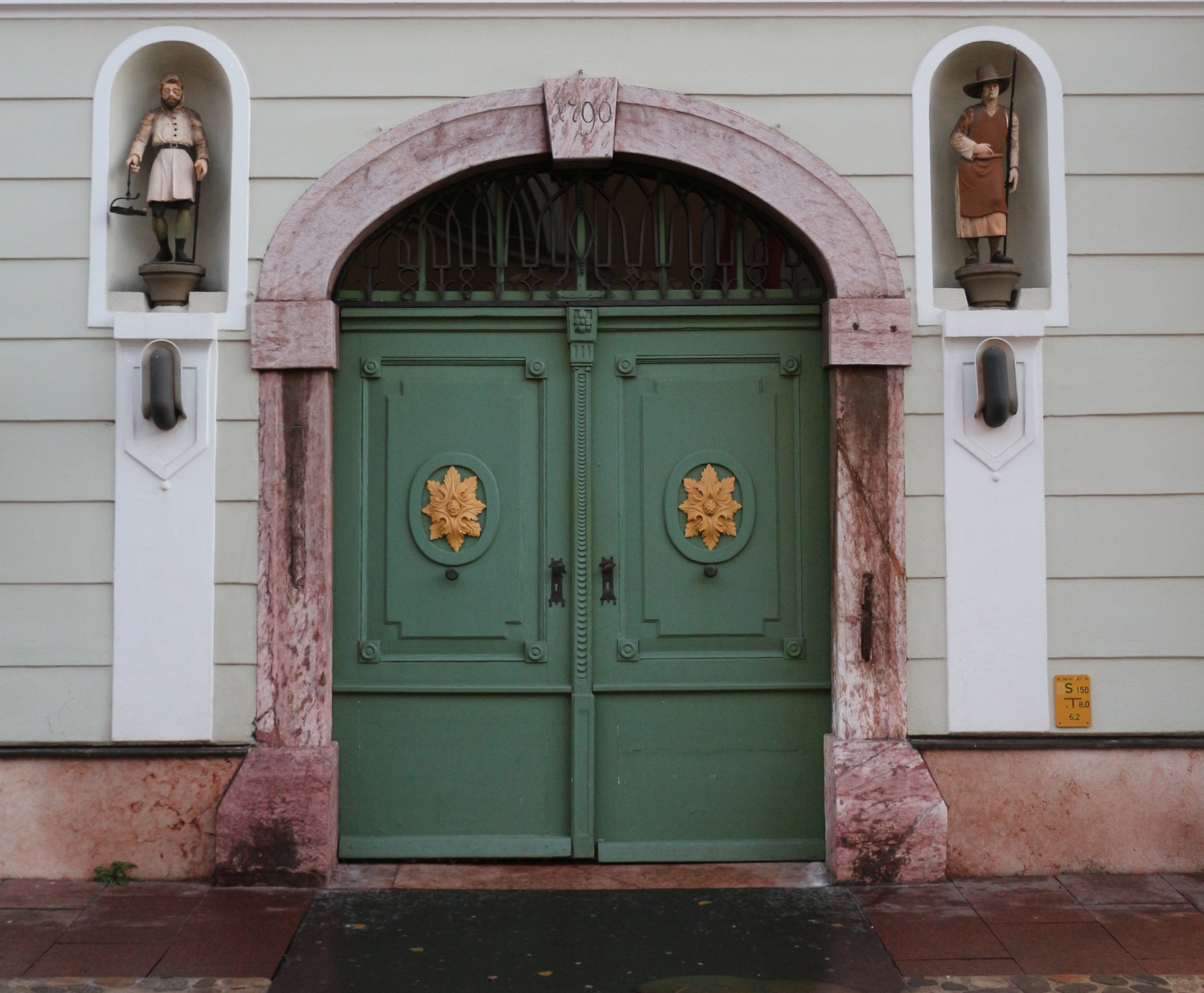
Das Hausportal

Noch während des Ersten Weltkrieges übernahm schließlich der langjährige Direktor Robert Roberti das Theater im Jahre 1915. Durch ihn wurde das Haus wieder in den Dienst der Wohltätigkeit gestellt und Witwen, Waisen sowie Kriegsspitäler unterstützt. Um die Bevölkerung von Kriegsgeschehen und den kriegerischen Handlungen abzulenken, wurden vermehrt unterhaltsame Stücke aufgeführt. Nach dem Kriegsende wurde das Theater, aus einer wirtschaftlichen Notlage heraus, zeitweilig in ein Kino umgewandelt. 1921 folgte dann wieder der Umbau ins eigentliche Stadttheater mit einem ständigen Ensemble. Ein Höhepunkt in den 1920ern war dabei unter anderem ein Gastspiel der zu diesem Zeitpunkt noch weitgehend unbekannten Paula Wessely, der späteren Ehefrau von Attila Hörbiger und Mutter von Christiane Hörbiger, Elisabeth Orth und Maresa Hörbiger, im Jahre 1928.
In den nachfolgenden 1930er Jahren war das Theater auch von der Weltwirtschaftskrise gezeichnet, da sich die wirtschaftliche Situation auch in Österreich verschlechtert hatte und aus diesem Grund die Ränge in dieser Zeit zumeist leer blieben. Zudem bekam das Ensemble die Krise zu merken und erhielt seine Gage nur noch in Raten. Auch um das 140-jährige Jubiläum zu feiern, fehlte es an Geld. Stattdessen kam es zu einer Jubiläumswoche, in der Stücke wie Faust oder Grillparzers Weh dem, der lügt! aufgeführt wurden. Doch auch die zunehmend angespannte politische Lage lud die Besucher nicht ins Theater ein; der Ausbruch des Zweiten Weltkrieges setzte daraufhin seine Zeichen.
Mit dem Anschluss Österreichs ans nationalsozialistisch regierte Deutsche Reich wurde das Stadttheater Leoben in Alpengaubühne umbenannt. Dieser Name hielt sich jedoch nicht lange und es folgte eine neuerliche Umbenennung in Steirisches Landestheater. Dieses wurde jedoch nicht mehr in Leoben geführt, sondern in der Landeshauptstadt Graz niedergelassen. Zum 150-Jahr-Jubiläum gastierte im Jahre 1941 das Ensemble des Stadttheaters Baden mit dem Trauerspiel Die Nibelungen in der Montanstadt. Im Anschluss an den Zweiten Weltkrieg gab es Versuche das Theater als Drei-Städte-Theater für Leoben, Bruck an der Mur und Kapfenberg zu etablieren und ein neues eigenständiges Ensemble aufzubauen.

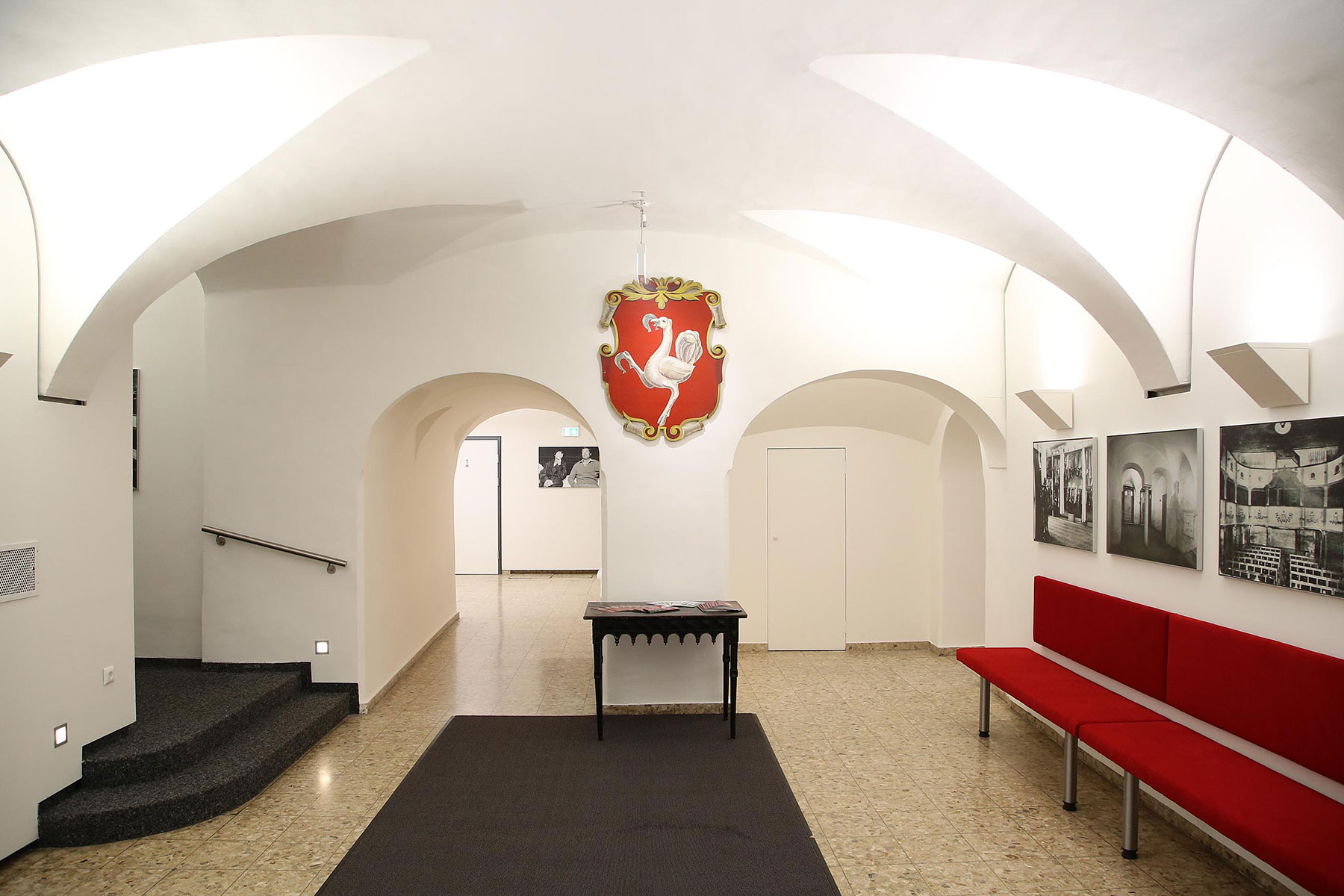
Foyer des Stadttheaters mit dem Stadtwappen der Stadt Leoben, dem Vogelstrauß

Ein Höhepunkt in den 1940ern war dabei eine Freilichtaufführung des Jedermann von Hugo von Hofmannsthal im Jahre 1949. Attila Hörbiger übernahm dabei die Titelrolle vor der Kulisse der Stadtpfarrkirche Leoben. Diese Aufführung bildete jedoch gleichzeitig das letzte Zusammenwirken des städtischen Ensembles, das aus wirtschaftlichen Gründen nicht mehr zu halten war. Im Jahre 1962 ging der langjährige Leiter Robert Roberti, der das Theater im Alter von 33 Jahren übernommen hatte, im Alter von 80 Jahren in den Ruhestand. Drei Jahre später wurde der komplette Innenraum des Theaters grunderneuert, wobei lediglich die Stuckdecke aus der Zeit des Historismus erhalten blieb. Abermals ein Jahr darauf feierte das Theater sein 175-jähriges Bestehen mit der österreichweiten Erstaufführung der Haydn-Oper Untreue lohnt sich nicht (L’infedeltà delusa).
In den nachfolgenden zwei Jahrzehnten wurde das Stadttheater Leoben hauptsächlich von den Vereinigten Bühnen Graz und diversen Tournee-Bühnen bespielt.

### 1990er Jahre bis zur Gegenwart
Ab den 1990er Jahren wurden die Theaterstücke leicht reduziert und immer wieder renommierte Schauspieler, Entertainer und Kabarettisten nach Leoben eingeladen. Von Götz George, über O. W. Fischer, Senta Berger, Otto Schenk, Alfons Haider oder Elfriede Ott waren bereits sehr viele, vor allem österreichische Künstler, im Stadttheater zu Gast. Zu oftmals gebuchten Stammgästen zählen neben dem Duo Dorothee Steinbauer/Wolfgang Dobrowsky auch Kabarettisten wie der aus Leoben stammende Thomas Stipsits oder dessen langjähriger Freund und Kollege Manuel Rubey.

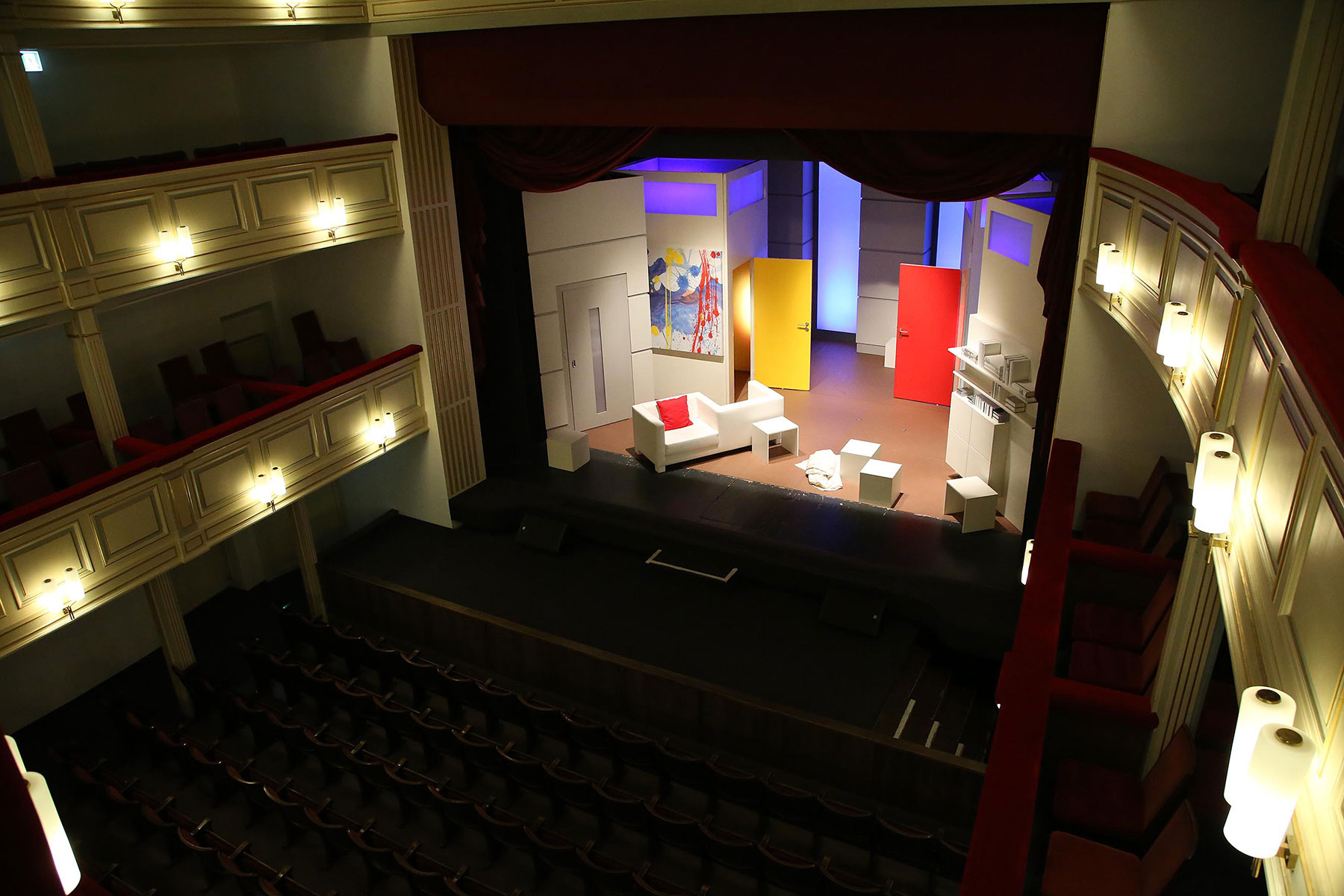
Blick auf die Bühne und den Zuschauerraum des Stadttheaters Leoben

Im Jahre 1995 wurden mit der Operette Die Fledermaus erstmals Musical- und Operetten-Eigenproduktionen in einem gemeinsamen Projekt des Stadttheaters, der Musik- und Kunstschule Leoben und der Kunstuniversität Graz aufgeführt. Bis zum Jahre 2009 gab es Aufführungen von 15 verschiedenen Stücken. Der leitende Personenkreis um Horst Zander, Hannes Moscher und Karl-Heinz Tint wurden für ihr künstlerisches Schaffen mit dem Kulturpreis der Stadt Leoben ausgezeichnet. Seit dem Jahre 2010 gastieren alljährlich renommierte österreichische Operetten-Ensembles in Leoben. Des Weiteren wurde mit dem Verein Junge Bühne Leoben ein Verein gegründet, der die Tradition des Leobener Kindermärchens fortsetzt und diverse Märchenproduktionen aufführt. In einer Leobener Gemeinderatssitzung im Mai 2019 wurden über 300.000 Euro für den Kulturbereich genehmigt; hiervon sollen 37.000 Euro in die Sanierung der Bestuhlung und die Erneuerung der Vorhänge des Stadttheaters fließen. Ein Großteil des Geldes ist für den Theaterspielplan und die Konzerte 2019/20 vorgesehen. Ebenfalls 2019/20 wurde das Stadttheater um die Räumlichkeiten des an der Ecke Homanngasse/Straußgasse befindlichen Juweliers, dessen dortige Niederlassung aufgelöst worden war, erweitert.
Das Leobener Stadttheater umfasst heute 283 Sitzplätze und 105 Stehplätze und steht unter dem Management der Kulturabteilung der Stadt Leoben, unter der Leitung von Markus Messics. Das Gebäude in der Homanngasse 5 steht unter Denkmalschutz.